# Francina Armengol
Pour les articles homonymes, voir Armengol.
Lluch Armengol i Socías est un nom catalan. Le premier nom de famille, paternel, est Lluch Armengol ; le second, maternel, souvent omis, est Socías ; les deux sont fréquemment liés par la conjonction « i ».
Francesca Lluch Armengol i Socías, dite Francina Armengol, née le 11 août 1971 à Inca (Majorque), est une femme d'État espagnole, membre du Parti socialiste ouvrier espagnol (PSOE).
Secrétaire générale du Parti des socialistes des Îles Baléares-PSOE (PSIB-PSOE) depuis 2012, elle est présidente des îles Baléares de 2015 à 2023 puis présidente du Congrès des députés depuis cette même année.

## Biographie

### Un parcours de pharmacienne
Fille de Jaume Armengol, pharmacien et maire d'Inca entre 1991 et 1995, elle étudie la pharmacie à l'université de Barcelone. Elle y obtient sa licence en 1995 et commence à travailler dans l'officine de son père.
En parallèle, elle suit une formation complémentaire en dermopharmacie, puis suit des études de droit à l'université ouverte de Catalogne (UOC).
Nommée secrétaire aux Femmes du PSIB-PSOE et vice-secrétaire générale de la Fédération socialiste de Majorque-PSOE (FSM-PSOE) en 1997, elle renonce à sa vie professionnelle deux ans plus tard.

### Des débuts rapides en politique
À l'occasion des élections autonomiques du 13 juin 1999, elle postule en deuxième position de la liste PSIB-PSOE à Majorque. Elle est alors élue députée au Parlement des Îles Baléares et au conseil insulaire de Majorque. Elle est ensuite désignée secrétaire de la commission des Affaires sociales et porte-parole suppléante du groupe socialiste.
En 2000, elle est portée au secrétariat général de la FSM-PSOE et abandonne à cette occasion la commission exécutive de la fédération régionale.

### Cadre du groupe parlementaire
Réélue députée au cours du scrutin autonomique du 25 mai 2003, elle conserve ses fonctions de porte-parole suppléante. Toutefois, le 7 avril 2004, à la suite de l'élection de Francesc Antich au Congrès des députés, elle devient porte-parole du groupe PSIB-PSOE et membre titulaire de la députation permanente.

### Présidente du conseil de Majorque
Pour les élections du 27 mai 2007, elle est la chef de file des socialistes au conseil insulaire de Majorque. Bien qu'elle se classe deuxième avec 30,2 % des voix et 11 élus sur 33, elle passe un accord avec l'Union majorquine (UM) et le Bloc pour Majorque (BpM). Le 7 juillet, Francina Armengol est investie à 35 ans présidente du conseil insulaire. Elle est la première socialiste à occuper ce poste.

### Chef de l'opposition régionale
Elle perd sa majorité au cours de l'élection du 22 mai 2011 avec 23,6 % des voix qui ne lui laissent que 10 élus, quand le Parti populaire en totalise 19. Les socialistes ayant également perdu le gouvernement régional, elle est choisie pour prendre la suite d'Antich, candidat au Sénat, à la tête de l'opposition. Ainsi le 27 juin, deux jours après avoir laissé la présidence du conseil insulaire, elle retrouve les responsabilités de porte-parole du groupe PSIB-PSOE.
Au cours du XIIe congrès du Parti socialiste des îles Baléares-PSOE, elle est élue le 25 février 2012 secrétaire générale, par 67,1 % des voix contre Carles Bona. Elle entre en fonction dès le lendemain.
Elle s'impose lors des primaires ouvertes aux sympathisants pour la désignation du chef de file aux élections régionales de mai 2015, organisées le 6 avril 2014, en remportant 6 648 voix et 54,6 % des suffrages, face à l'ancienne maire de Palma Aina Calvo.

### Présidente des Îles Baléares
Au cours du scrutin du 24 mai 2015, le Parti populaire du président sortant José Ramón Bauzá s'effondre avec seulement vingt parlementaires. Le PSIB-PSOE se contente de 18,9 % des voix et 14 députés sur 59. Le PSOE n'atteint pas la majorité absolue des sièges, ce qui le rend dépendant des autonomes et de l'extrême gauche pour former un gouvernement stable. Armengol entreprend de négocier avec les autonomistes insulaires de Més per Mallorca, de Més per Menorca et la gauche alternative de Podem.
Les discussions ayant abouti positivement, Francina Armengol est investie présidente des îles Baléares par le Parlement le 30 juin suivant, par 34 voix pour, 22 voix contre et 3 abstentions. Elle est alors la première femme à diriger l'archipel.
Francina Armengol quitte automatiquement la présidence du gouvernement régional le 19 juin 2023, après sa défaite aux élections régionales de 2023. Elle renonce à son mandat de députée de la Xe législature du Parlement, afin de se porter candidate aux élections générales du 23 juillet. Elle devient députée régionale le 20 juin, jour de la constitution de la nouvelle législature et participe au débat d'investiture de Marga Prohens en représentation du groupe socialiste régional. Armengol est remplacée par Mae de la Concha — membre la plus âgée de l'exécutif — à la tête du gouvernement régional,, puis par Marga Prohens, investie le 7 juillet 2023.

### Présidente du Congrès des députés
Francina Armengol annonce le 2 juin 2023 qu'elle sera tête de liste du Parti socialiste ouvrier espagnol aux élections générales anticipées du 23 juillet 2023 dans la circonscription des îles Baléares. 
Le 15 août 2023, à deux jours de la séance d'installation de la XVe législature, la direction du PSOE déclare qu'elle sera sa candidate à la présidence du Congrès des députés après que Meritxell Batet a renoncé à se représenter. Le fait qu'elle soit une femme, qu'elle parle catalan et qu'elle ne soit pas issue du Parti des socialistes de Catalogne sont présentés comme autant d'arguments pouvant convaincre les partis nationalistes et indépendantistes de voter en sa faveur.
Elle est élue le 17 août, dès le premier tour, à la présidence du Congrès par 178 voix contre 139 pour sa concurrente du PP, Cuca Gamarra, et 33 pour le candidat de Vox, Ignacio Gil Lázaro. La victoire d'Armengol est rendue possible par le soutien des indépendantises d'Ensemble pour la Catalogne (Junts), et est considérée comme un succès pour Pedro Sánchez dans l'éventualité de son maintien au pouvoir. Le quotidien conservateur ABC estime néanmoins que le PSOE « humilie l'État » en ayant cédé aux revendications des indépendantistes pour assurer l'élection de Francina Armengol à la présidence du Congrès.
Dans la foulée de son élection, conformément au pacte passé avec les partis indépendantistes, Francina Armengol annonce qu'elle autorisera l'usage des langues « co-officielles » dans l'enceinte du bâtiment du Congrès, jusque dans l'hémicycle,.